# Prinzessin Victoria Luise (schip, 1900)
De Prinzessin Victoria Luise was een passagiersschip van de rederij Hamburg-America Line dat als eerste schip ter wereld werd gebouwd voor cruises.

## Geschiedenis
In 1886 werd Albert Ballin bij HAPAG verantwoordelijk voor het passagiersvervoer en hij klom op tot in de directie. Het was hem opgevallen dat het vlaggenschip, de Augusta Victoria, grotendeels stil lag tijdens het winterseizoen omdat het passagierstransport op de Noord-Atlantische route afnam vanwege het slechte weer. Ballin besloot het schip te gebruiken voor een cruise op de Middellandse Zee in 1891. De reis was een succes.
In 1900 gaf Ballin Blohm + Voss opdracht een cruiseschip te bouwen. Het werd op 29 juni 1900 tewatergelaten en gedoopt. Victoria Louise van Pruisen was het zevende kind en de enige dochter van de Duitse keizer Wilhelm II. Het schip leek meer op een groot jacht dan een passagiersschip. Het werd geheel wit geschilderd en kreeg twee masten en twee schoorstenen. Ze had een afgeronde achtersteven en een rijk versierde boeg, met boegspriet, eindigend in een boegbeeld van de Duitse prinses.
De Prinzessin Victoria Luise was bestemd voor cruises voor vermogende reizigers. Er waren 120 eerste klas hutten die luxueus waren ingericht. De passagiers konden gebruik maken van een  comfortabele conversatiezaal, een eetzaal met een kunstgalerij, een gymzaal, een bibliotheek, een rooksalon, wandeldekken, een danszaal en een donkere kamer voor de ontwikkeling van foto's. Musici zorgden voor het nodige entertainment.
De eerste reis van het nieuwe schip vertrok op 5 januari 1901 vanuit Hamburg via Boulogne-sur-Mer en Plymouth naar New York, dat op 17 januari werd bereikt. Vervolgens vertrok zij op 26 januari van New York naar de Caraïben voor haar eerste cruise. In februari deed het schip met 200 passagiers Curaçao aan en werd hiermee het eerste cruiseschip dat de Sint Annabaai binnenvoer. Er werden ook cruises gemaakt op de Middellandse Zee, op de Baltische Zee en langs de Noorse fjorden. In de havens waar werd aangelegd, was een programma van excursies en uitstapjes voorbereid.
Op terugkeer van zijn 6de reis die begon op 12 december 1906 voer het schip op de rotsen nabij de vuurtoren van Port Royal aan Plumb Point, bij Kingston, Jamaica op 16 december rond 21h30. Alle opvarenden werden veilig aan land gezet. Enkel de kapitein H. Brunswig pleegde zelfmoord vermoedelijk omdat hij de fout maakte waardoor het schip op de rotsen liep door geen loods te vragen en twee vuurtorens te verwarren.  Op 19 december werd het schip een economisch verlies beschouwd en ontmanteld tot schroot.